# 擁抱 (歌曲)
擁抱（英語：touch together／Embrace）是臺灣樂團五月天的一首單曲，由主唱阿信作曲、填詞、五月天編曲，最初由歌手林德演唱。

## 背景

### 創作
該歌曲為阿信在看完作家白先勇之小說作品《孽子》後所創作。歌詞寫道「晚風吻盡荷花葉，任我醉倒在池邊」，源於小說情節中多有著墨的「荷花池」，為台北新公園（現二二八和平紀念公園）的地標，是當時同志聚集的社交場合。另一歌詞寫道「我是孤傲的薔薇」，薔薇有「男男戀」的涵義，古希臘時期的男同性戀會互贈薔薇示愛；日本也有以薔薇作為同志象徵入題的作品，如描述男同性戀者的電影《薔薇的葬禮》、以及男同性戀向的雜誌《薔薇族》。

### 影響
在〈擁抱〉收錄於合輯《擁抱》發表之際，歌詞直接的表達同性的情感與慾望，對於當時趨於保守的社會風氣來說是一大突破，也因此該歌曲直至現今對於台灣同志文化仍有著舉足輕重的意義與代表性。除此之外，因為該曲旋律僅由簡單的四個和弦構成，在發表之後成為各大校園吉他社或音樂相關社團的初學者入門歌曲。

## 發行版本
〈擁抱〉最初收錄於1998年發行的台灣同志權利運動家音樂創作合輯《擁抱》，由歌手林德演唱。1999年，該曲收錄至《五月天第一張創作專輯》。2013年，五月天將該曲重新編製，收錄至精選輯《步步 自選作品輯》。2014年，發表該曲之日文版，收錄至單曲〈Do You Ever Shine?〉。

## 音樂錄影帶
1998年，發表林德演唱版本的〈擁抱〉之音樂錄影帶，由角頭音樂創辦人張四十三執導，描述一名憲兵愛上便利商店店員的故事，與歌曲〈愛情的模樣〉之MV為上下篇。1999年，發表五月天演唱版本的音樂錄影帶，由導演陳宏一執導。2014年6月14日，發表五月天的2014年新版音樂錄影帶 ，並同樣由原版MV導演陳宏一執導；2014年6月16日，釋出完整劇情版 。2014年8月15日，發布日文版音樂錄影帶 。

## 發行歷史
| 地區 | 日期           | 格式 | 廠牌     |
| ---- | -------------- | ---- | -------- |
| 臺灣 | 1998年6月27日  | CD   | 角頭唱片 |
| 臺灣 | 1999年7月7日   | CD   | 滾石唱片 |
| 臺灣 | 2013年12月30日 | CD   | 相信音樂 |
| 日本 | 2014年6月4日   | CD   | A-Sketch |